# 탈선 춘향전 (1960년 영화)
"탈선 춘향전"은 한국에서 제작된 이경춘 감독의 1960년 영화이다. 박복남 등이 주연으로 출연하였고 박동섭 등이 제작에 참여하였다.

## 출연

### 주연
- 박복남
- 복원규
- 김해연

## 기타
- 조명: 노상익
- 녹음: 조종국
- 미술: 정응삼